# Лорд-казначей
Лорд-казначей (англ. Lord High Treasurer) — одна из высших церемониальных должностей Великобритании. Лорд-казначей возглавляет Казначейство Его Величества и является третьим по старшинству среди церемониальных должностных лиц королевства.
С 1714 г. лорд-казначей не назначался, его функции исполняет комитет под названием Лорды-заседатели казначейства (англ. Lords Commissioners of the Treasury), в который в качестве лордов казначейства обычно входят премьер-министр как первый лорд (англ. First Lord of the Treasury), канцлер казначейства — министр финансов Великобритании — как второй лорд (англ. Second Lord of the Treasury), а также парламентский секретарь казначейства и другие назначаемые монархом по представлению правительства лица.

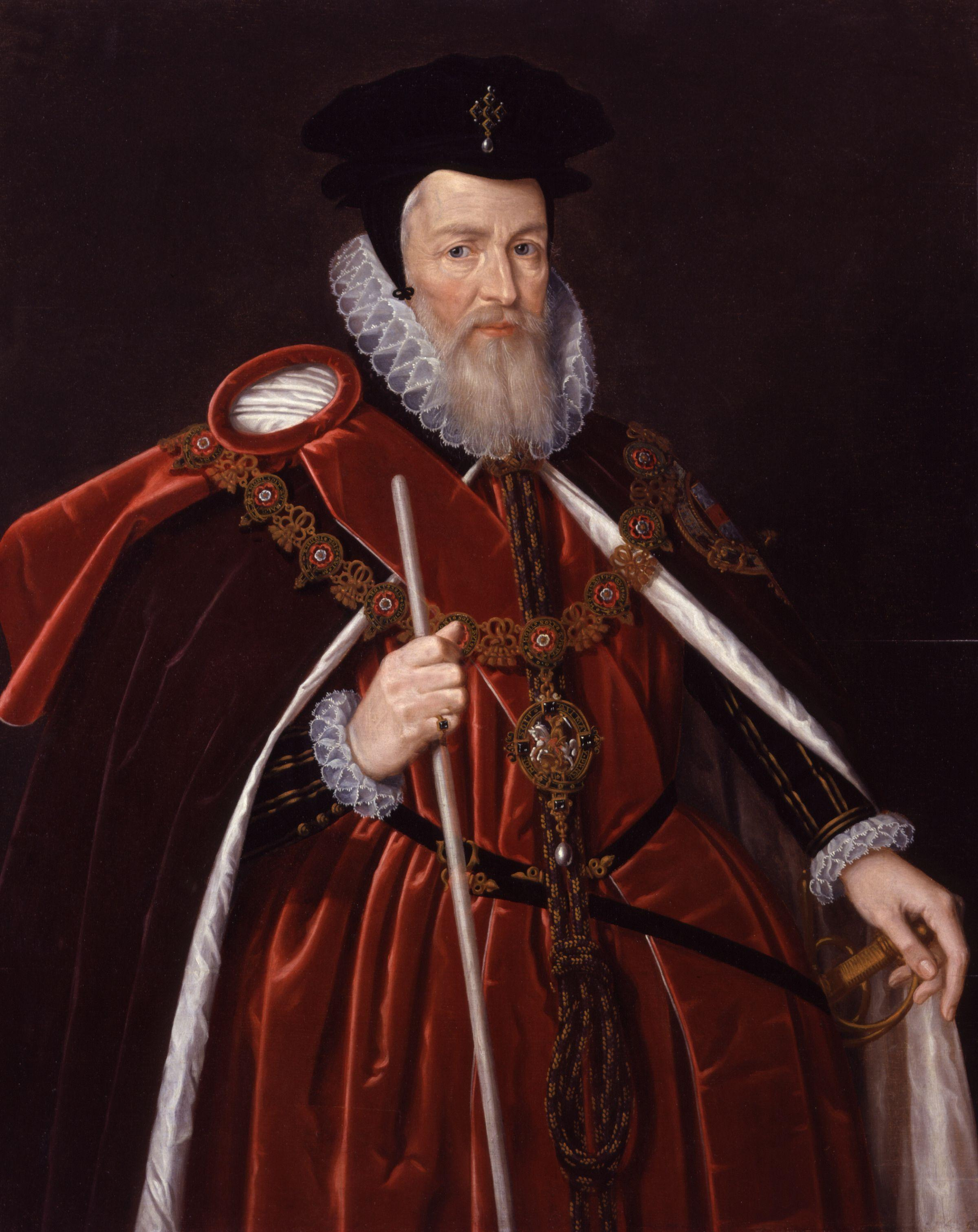
Лорд-казначей держит «белый посох», который является символом его должности.

Текущий состав комитета (на июль 2024 года): первый лорд — достопочтенный сэр Кир Стармер, второй лорд — достопочтенная Рэйчел Ривз, парламентские члены — сэр Ник Дакин, Вики Фокскрофт, Тайво Оватэми, Джефф Смит и Анна Терли.

## Лорд-казначей Англии
В Англии возникновение Казначейства как отдельного органа государственной администрации относят к 1126 г., ко времени правления короля Генриха I, когда из единого финансового ведомства лорда великого камергера выделился орган, отвечающий за сбор феодальных платежей и налогов в пользу короля и их расходование на нужды королевской администрации. Значение лорда-казначея как высшего финансового должностного лица королевства росло за счёт падения влияния лорда великого камергера, отвечающего за финансирование королевского двора. В XVI веке лорды-казначеи фактически сконцентрировали в своих руках основные рычаги управления государственной администрацией и de facto стали председателями правительства Англии (как, например, Уильям Сесил, первый министр королевы Елизаветы I).

## Лорд-казначей Шотландии
В Шотландии должность лорда-казначея возникла лишь в 1425 г., под влиянием английской финансовой администрации. Лорду-казначею отошли функции по сбору средств от отправления королевского правосудия, регальных прав короны и экстраординарных налогов, а также вопросы финансирования королевской администрации. С начала XVI века Казначейство также приобрело функции, за которые ранее отвечали контролёр (поступления от королевского домена, городов и таможен, финансирование двора), главный сборщик (поступления от королевской трети доходов церковных земель) и казначей новых поступлений (доходы от секуляризированного в ходе Реформации церковного имущества). После 1667 г. вместо единоличного лорда-казначея, в основном, назначался коллегиальный совет казначейства. Объединение Шотландии и Англии в 1707 г. в единое государство привело к ликвидации шотландского казначейства.